# Ulica gen. Kazimierza Pułaskiego we Wrocławiu
Ulica gen. Kazimierza Pułaskiego – ulica na Przedmieściu Oławskim we Wrocławiu, łącząca ul. gen. Romualda Traugutta z Przedmieściem Strzelińskim, stanowiąca jedną z ważniejszych arterii komunikacyjnych centrum Wrocławia w kierunku północ-południe.

## Przebieg
Ulica rozpoczyna swój bieg na skrzyżowaniu z ul. gen. Romualda Traugutta przy pl. W. Wróblewskiego i prowadzi dalej w linii prostej na południe, nieznacznie załamując się na skrzyżowaniach z ulicami Komuny Paryskiej i Tadeusza Kościuszki. Ul. gen. Kazimierza Pułaskiego była w latach 2011 – 2019 fragmentem drogi krajowej nr 98. Numeracja domów rośnie w kierunku południowym, numery parzyste znajdują się po stronie wschodniej a nieparzyste po zachodniej.

## Historia
Pierwsze wzmianki o ulicy, jako drodze łączącej Przedmieście Oławskie, zwane wówczas Przedmieściem przy św. Maurycym, ze szlakami komunikacyjnymi prowadzącymi na południe, pochodzą z roku 1370. Ulica nazywana była wtedy platea patibuli co po łacinie oznaczało „ulica Szubieniczna”, gdyż na końcu ulicy, w pobliżu skrzyżowania z platea gallica, czyli obecną ul. gen. Romualda Traugutta, stała jedna z czterech udokumentowanych historycznie we Wrocławiu szubienic. Inne źródło – księga ławnicza parafii św. Maurycego z grudnia roku 1697 – nazywa ulicę Galgengasse, co w języku niemieckim również znaczy to samo. 
W pobliżu skrzyżowania z ul. gen. Romualda Traugutta w roku 1712 rozpoczęto budowę istniejącego do dziś szpitala bonifratrów. Poza szpitalem na Galgengasse nie było prawdopodobnie żadnych innych budynków tylko pola uprawne i ogrody. Ulica stanowiła także do roku 1810, do czasu sekularyzacji dóbr kościelnych, granicę pomiędzy jurydykami kapituły katedralnej – na zachód od ulicy, a jurydykami biskupa wrocławskiego – na wschód. W roku 1840 w wyniku budowy linii kolejowej Wrocław – Oława ulica została odcięta od Przedmieścia Strzelińskiego. Po usunięciu szubienicy dnia 8 lipca 1842 r. nazwa ulicy uległa zmianie na Brüderstraße (pol. ulica Bracka) na cześć zakonu bonifratrów.
Proces zabudowywania ulicy trwał od lat 40. XIX w. do początku XX w. Najpierw zaczęto stawiać magazyny obsługujące transport kolejowy po stronie wschodniej, a od lat 80. XIX w. budowano po stronie zachodniej sześciokondygnacyjne kamienice czynszowe. Umowa między magistratem a zarządem Kolei Górnośląskiej z roku 1867, mówiąca o poprowadzeniu torów nad jezdnią, umożliwiła przywrócenie ruchu w kierunku południowym i tym samym ponownie dzisiejsza ul. gen. Kazimierza Pułaskiego stała się szlakiem komunikacyjnym, łączącym Wrocław z południowymi przedmieściami. Realizacja umowy nastąpiła ostatecznie z chwilą oddania do użytku wiaduktu nad ulicą – w roku 1870.
W czasie oblężenia Wrocławia w lutym 1945 r. część kamienic uległa poważnemu uszkodzeniu, w wyniku czego zostały one w latach powojennych rozebrane. Ulica swą polską nazwę otrzymała w roku 1945 – Bracka, choć w niektórych spisach figurowała także nazwa Bratnia, ostatecznie w roku 1946 przemianowano nazwę na gen. Kazimierza Pułaskiego.
W czasie powodzi w roku 1997 ul. gen. Kazimierza Pułaskiego została zalana, co spowodowało dalsze pogorszenie stanu technicznego nieremontowanych od lat kamienic czynszowych. W roku 1998 zapadła decyzja o wyburzeniu kamienic zachodniej strony ulicy na odcinku od skrzyżowania z ul. gen. Romualda Traugutta do ul. Tadeusza Kościuszki. Do 2016 r. były planowane dalsze wyburzenia, co miało umożliwić budowę Śródmiejskiej Trasy Południowej. Zakładano poszerzenie szerokości ulicy do dwóch dwupasmowych jezdni z wydzielonym torowiskiem tramwajowym i budowę ośmiobocznego skrzyżowania z ul. Tadeusza Kościuszki. Z tych planów zrezygnowano po protestach mieszkańców.

## Ważniejsze obiekty
- Szpital o.o. Bonifratrów – obecnie Akademicki Szpital Kliniczny, nominalnie znajduje się przy ul. gen. Romualda Traugutta 55/57
- Nr 46 Stacja Transformatorowa – przykład architektury modernistycznej okresu międzywojennego
- Nr 48/52 magazyny Przedsiębiorstwa Spedycji Międzynarodowej
- Nr 21 naprawa samochodów - Beckmann Otto & Co.